# Bradophilidae
Bradophilidae – rodzina widłonogów z rzędu Cyclopoida.

## Podział systematyczny
Do rodziny należą następujące rodzaje:
- Bradophila Levinsen, 1878
- Flabellicola Gravier, 1918 – jedynym przedstawicielem jest Flabellicola neapolitana Gravier, 1918
- Trophoniphila M’cntosh, 1885 – jedynym przedstawicielem jest Trophoniphila bradyi M’cntosh, 1885